# Gran Premio di superbike di Monza 2002
Il Gran Premio di superbike di Monza 2002 è stato la quinta prova su tredici del campionato mondiale Superbike 2002, disputato il 12 maggio sull'autodromo nazionale di Monza, ha visto la vittoria di Troy Bayliss in gara 1, lo stesso pilota si è ripetuto anche in gara 2. 
La vittoria nella gara valevole per il campionato mondiale Supersport è stata ottenuta da Fabien Foret, mentre la gara del campionato Europeo della classe Superstock viene vinta da Vittorio Iannuzzo.

## Risultati

### Gara 1

#### Arrivati al traguardo[5]
| Pos. | Nº  | Pilota               | Squadra                   | Motocicletta        | Giri | Tempo     | Griglia | Punti |
| ---- | --- | -------------------- | ------------------------- | ------------------- | ---- | --------- | ------- | ----- |
| 1º   | 1   | Troy Bayliss         | Ducati Infostrada         | Ducati 998 F 02     | 18   | 32:34.429 | 3º      | 25    |
| 2º   | 100 | Neil Hodgson         | HM Plant Ducati           | Ducati 998 F 01     | 18   | +0:00.259 | 1º      | 20    |
| 3º   | 2   | Colin Edwards        | Castrol Honda             | Honda VTR 1000 SP2  | 18   | +0:00.576 | 2º      | 16    |
| 4º   | 7   | Pierfrancesco Chili  | Ducati NCR Axo            | Ducati 998 RS       | 18   | +0:06.422 | 4º      | 13    |
| 5º   | 52  | James Toseland       | HM Plant Ducati           | Ducati 998 F 01     | 18   | +0:18.860 | 6º      | 11    |
| 6º   | 11  | Rubén Xaus           | Ducati Infostrada         | Ducati 998 F 02     | 18   | +0:27.528 | 17º     | 10    |
| 7º   | 10  | Gregorio Lavilla     | Alstare Suzuki Corona     | Suzuki GSX-R750 Y   | 18   | +0:38.264 | 13º     | 9     |
| 8º   | 30  | Alessandro Antonello | DFX Racing Ducati Pirelli | Ducati 998 RS       | 18   | +0:38.642 | 12º     | 8     |
| 9º   | 32  | Eric Bostrom         | Kawasaki Racing           | Kawasaki ZX-7RR     | 18   | +0:38.745 | 8º      | 7     |
| 10º  | 99  | Steve Martin         | DFX Racing Ducati Pirelli | Ducati 998 RS       | 18   | +0:56.182 | 9º      | 6     |
| 11º  | 33  | Juan Borja           | Spaziotel Racing          | Ducati 998 RS       | 18   | +1:04.410 | 14º     | 5     |
| 12º  | 46  | Mauro Sanchini       | Kawasaki Bertocchi        | Kawasaki ZX-7RR     | 18   | +1:28.651 | 18º     | 4     |
| 13º  | 50  | Alessandro Valia     | Ass. Sportiva Bassani     | Ducati 996 R        | 18   | +1:34.857 | 27º     | 3     |
| 14º  | 6   | Peter Goddard        | Benelli Sport             | Benelli Tornado 900 | 18   | +1:38.868 | 24º     | 2     |
| 15º  | 5   | Mark Heckles         | Castrol Honda Rumi        | Honda VTR 1000 SP2  | 18   | +1:38.899 | 21º     | 1     |
| 16º  | 93  | Cristian Caliumi     | Pedercini                 | Ducati 996 RS       | 17   | +1 giro   | 23º     |       |
| 17º  | 36  | Ivan Clementi        | Kawasaki Bertocchi        | Kawasaki ZX-7RR     | 17   | +1 giro   | 22º     |       |
| 18º  | 69  | Thierry Mulot        | Pacific                   | Ducati 996 RS       | 17   | +1 giro   | 26º     |       |

#### Ritirati
| Nº  | Pilota          | Squadra                  | Motocicletta       | Giri | Griglia |
| --- | --------------- | ------------------------ | ------------------ | ---- | ------- |
| 9   | Chris Walker    | Kawasaki Racing          | Kawasaki ZX-7RR    | 15   | 15º     |
| 20  | Marco Borciani  | Pedercini                | Ducati 998 RS      | 15   | 11º     |
| 28  | Serafino Foti   | Pedercini                | Ducati 996 RS      | 13   | 20º     |
| 19  | Lucio Pedercini | Pedercini                | Ducati 998 RS      | 11   | 7º      |
| 155 | Ben Bostrom     | Ducati L & M             | Ducati 998 F 02    | 11   | 10º     |
| 12  | Broc Parkes     | Ducati NCR Parmalat      | Ducati 998 RS      | 8    | 16º     |
| 113 | Paolo Blora     | Pacific                  | Ducati 996 RS      | 8    | 19º     |
| 41  | Noriyuki Haga   | Playstation2-FGF Aprilia | Aprilia RSV 1000   | 2    | 5º      |
| 68  | Bertrand Stey   | White Endurance          | Honda VTR 1000 SP1 | 1    | 25º     |

### Gara 2

#### Arrivati al traguardo[6]
| Pos. | Nº  | Pilota           | Squadra                   | Motocicletta        | Giri | Tempo     | Griglia | Punti |
| ---- | --- | ---------------- | ------------------------- | ------------------- | ---- | --------- | ------- | ----- |
| 1º   | 1   | Troy Bayliss     | Ducati Infostrada         | Ducati 998 F 02     | 18   | 32:51.693 | 3º      | 25    |
| 2º   | 2   | Colin Edwards    | Castrol Honda             | Honda VTR 1000 SP2  | 18   | +0:02.226 | 2º      | 20    |
| 3º   | 41  | Noriyuki Haga    | Playstation2-FGF Aprilia  | Aprilia RSV 1000    | 18   | +0:02.267 | 5º      | 16    |
| 4º   | 100 | Neil Hodgson     | HM Plant Ducati           | Ducati 998 F 01     | 18   | +0:02.291 | 1º      | 13    |
| 5º   | 10  | Gregorio Lavilla | Alstare Suzuki Corona     | Suzuki GSX-R750 Y   | 18   | +0:21.844 | 13º     | 11    |
| 6º   | 19  | Lucio Pedercini  | Pedercini                 | Ducati 998 RS       | 18   | +0:21.958 | 7º      | 10    |
| 7º   | 32  | Eric Bostrom     | Kawasaki Racing           | Kawasaki ZX-7RR     | 18   | +0:22.333 | 8º      | 9     |
| 8º   | 12  | Broc Parkes      | Ducati NCR Parmalat       | Ducati 998 RS       | 18   | +0:34.485 | 16º     | 8     |
| 9º   | 155 | Ben Bostrom      | Ducati L & M              | Ducati 998 F 02     | 18   | +0:34.542 | 10º     | 7     |
| 10º  | 9   | Chris Walker     | Kawasaki Racing           | Kawasaki ZX-7RR     | 18   | +0:34.622 | 15º     | 6     |
| 11º  | 99  | Steve Martin     | DFX Racing Ducati Pirelli | Ducati 998 RS       | 18   | +0:42.748 | 9º      | 5     |
| 12º  | 28  | Serafino Foti    | Pedercini                 | Ducati 996 RS       | 18   | +1:01.098 | 20º     | 4     |
| 13º  | 46  | Mauro Sanchini   | Kawasaki Bertocchi        | Kawasaki ZX-7RR     | 18   | +1:07.542 | 18º     | 3     |
| 14º  | 36  | Ivan Clementi    | Kawasaki Bertocchi        | Kawasaki ZX-7RR     | 18   | +1:18.619 | 22º     | 2     |
| 15º  | 50  | Alessandro Valia | Ass. Sportiva Bassani     | Ducati 996 R        | 18   | +1:21.925 | 27º     | 1     |
| 16º  | 113 | Paolo Blora      | Pacific                   | Ducati 996 RS       | 18   | +1:23.688 | 19º     |       |
| 17º  | 6   | Peter Goddard    | Benelli Sport             | Benelli Tornado 900 | 18   | +1:37.105 | 24º     |       |
| 18º  | 5   | Mark Heckles     | Castrol Honda Rumi        | Honda VTR 1000 SP2  | 17   | +1 giro   | 21º     |       |

#### Ritirati
| Nº | Pilota               | Squadra                   | Motocicletta       | Giri | Griglia |
| -- | -------------------- | ------------------------- | ------------------ | ---- | ------- |
| 33 | Juan Borja           | Spaziotel Racing          | Ducati 998 RS      | 15   | 14º     |
| 20 | Marco Borciani       | Pedercini                 | Ducati 998 RS      | 12   | 11º     |
| 30 | Alessandro Antonello | DFX Racing Ducati Pirelli | Ducati 998 RS      | 9    | 12º     |
| 7  | Pierfrancesco Chili  | Ducati NCR Axo            | Ducati 998 RS      | 6    | 4º      |
| 93 | Cristian Caliumi     | Pedercini                 | Ducati 996 RS      | 6    | 23º     |
| 52 | James Toseland       | HM Plant Ducati           | Ducati 998 F 01    | 5    | 6º      |
| 69 | Thierry Mulot        | Pacific                   | Ducati 996 RS      | 5    | 26º     |
| 68 | Bertrand Stey        | White Endurance           | Honda VTR 1000 SP1 | 4    | 25º     |
| 11 | Rubén Xaus           | Ducati Infostrada         | Ducati 998 F 02    | 2    | 17º     |

### Supersport

#### Arrivati al traguardo
| Pos. | Nº  | Pilota                | Squadra                | Motocicletta    | Giri | Tempo     | Punti |
| ---- | --- | --------------------- | ---------------------- | --------------- | ---- | --------- | ----- |
| 1º   | 99  | Fabien Foret          | Ten Kate Honda         | Honda CBR 600F  | 16   | 30'42.007 | 25    |
| 2º   | 17  | Chris Vermeulen       | Van-zon-Honda-T.K.R.   | Honda CBR 600F  | 16   | +0.124    | 20    |
| 3º   | 37  | Katsuaki Fujiwara     | Alstare Suzuki Corona  | Suzuki GSX-R600 | 16   | +1.166    | 16    |
| 4º   | 1   | Andrew Pitt           | Kawasaki Racing        | Kawasaki ZX-6R  | 16   | +1.203    | 13    |
| 5º   | 12  | Stéphane Chambon      | Alstare Suzuki Corona  | Suzuki GSX-R600 | 16   | +2.461    | 11    |
| 6º   | 2   | Paolo Casoli          | Yamaha Belgarda        | Yamaha YZF R6   | 16   | +3.309    | 10    |
| 7º   | 11  | Piergiorgio Bontempi  | Ducati NCR Nortel Net. | Ducati 748 R    | 16   | +12.470   | 9     |
| 8º   | 9   | Iain MacPherson       | Ten Kate Honda         | Honda CBR 600F  | 16   | +17.883   | 8     |
| 9º   | 3   | Jörg Teuchert         | Yamaha Motor Germany   | Yamaha YZF R6   | 16   | +18.122   | 7     |
| 10º  | 71  | Werner Daemen         | Van-zon-Honda-T.K.R.   | Honda CBR 600F  | 16   | +18.246   | 6     |
| 11º  | 42  | Matthieu Lagrive      | Saveko Racing          | Yamaha YZF R6   | 16   | +27.365   | 5     |
| 12º  | 16  | Gianluca Nannelli     | Rox Racing             | Ducati 748 R    | 16   | +27.746   | 4     |
| 13º  | 14  | Diego Giugovaz        | GIMotorsport           | Yamaha YZF R6   | 16   | +38.441   | 3     |
| 14º  | 44  | Antonio Carlacci      | Lorenzini by Leoni     | Yamaha YZF R6   | 16   | +40.911   | 2     |
| 15º  | 116 | Sébastien Charpentier | Moto 1                 | Honda CBR 600F  | 16   | +51.459   | 1     |
| 16º  | 118 | Christian Zaiser      | OPCM Racing            | Yamaha YZF R6   | 16   | +51.781   |       |
| 17º  | 10  | John McGuinness       | Honda UK Race          | Honda CBR 600F  | 16   | +58.991   |       |
| 18º  | 18  | David de Gea          | BKM Honda Racing       | Honda CBR 600F  | 15   | +1 giro   |       |

#### Ritirati
| Nº | Pilota            | Squadra                      | Motocicletta   | Giri |
| -- | ----------------- | ---------------------------- | -------------- | ---- |
| 5  | Kevin Curtain     | OPCM Racing                  | Yamaha YZF R6  | 10   |
| 13 | Christophe Cogan  | BKM Honda Racing             | Honda CBR 600F | 9    |
| 15 | Alessio Corradi   | Team Italia Spadaro          | Yamaha YZF R6  | 8    |
| 20 | Stefano Cruciani  | T. Italia Lorenzini by Leoni | Yamaha YZF R6  | 5    |
| 69 | James Whitham     | Yamaha Belgarda              | Yamaha YZF R6  | 2    |
| 91 | Christian Kellner | Yamaha Motor Germany         | Yamaha YZF R6  | 1    |
| 64 | Claudio Cipriani  | GIMotorsport                 | Yamaha YZF R6  | 1    |
| 7  | Karl Muggeridge   | Honda UK Race                | Honda CBR 600F | 1    |
| 8  | James Ellison     | Kawasaki Racing              | Kawasaki ZX-6R | 0    |

### Superstock

#### Arrivati al traguardo
| Pos. | Nº | Pilota               | Squadra                      | Motocicletta       | Giri | Tempo     | Punti |
| ---- | -- | -------------------- | ---------------------------- | ------------------ | ---- | --------- | ----- |
| 1º   | 31 | Vittorio Iannuzzo    | Alstare System Suzuki Italia | Suzuki GSX 1000 R  | 11   | 21'06.560 | 25    |
| 2º   | 2  | Walter Tortoroglio   | Rumi                         | Honda CBR 900 RR   | 11   | +5.099    | 20    |
| 3º   | 28 | Giacomo Romanelli    | Alstare System Suzuki Italia | Suzuki GSX 1000 R  | 11   | +7.323    | 16    |
| 4º   | 6  | Gianluca Vizziello   | GIMotorsport                 | Yamaha YZF 1000 R1 | 11   | +14.453   | 13    |
| 5º   | 49 | Koen Vleugels        | K.S. Racing                  | Suzuki GSX 1000 R  | 11   | +20.153   | 11    |
| 6º   | 3  | Fabrizio De Marco    | Rumi                         | Honda CBR 900 RR   | 11   | +23.880   | 10    |
| 7º   | 55 | Marco Tessarolo      | Brave                        | Suzuki GSX 1000 R  | 11   | +28.818   | 9     |
| 8º   | 25 | Freddy Papunen       | Saveko Racing                | Yamaha YZF 1000 R1 | 11   | +30.472   | 8     |
| 9º   | 23 | Simon Andrews        | UCL Racing Honda             | Honda CBR 900 RR   | 11   | +31.320   | 7     |
| 10º  | 77 | Olivier Four         | Star Moto                    | Suzuki GSX 1000 R  | 11   | +33.778   | 6     |
| 11º  | 69 | Raffaello Fabbroni   | GIMotorsport                 | Yamaha YZF 1000 R1 | 11   | +34.495   | 5     |
| 12º  | 34 | Didier Van Keymeulen | ICSAt                        | Suzuki GSX 1000 R  | 11   | +36.094   | 4     |
| 13º  | 4  | Andi Notman          | LiveOnScreen Racing          | Suzuki GSX 1000 R  | 11   | +41.575   | 3     |
| 14º  | 21 | Sergio Ruggiero      | Rox Racing                   | Ducati 998 S       | 11   | +42.619   | 2     |
| 15º  | 7  | Robert De Vries      | Flanders Motor Racing        | Ducati 998 S       | 11   | +44.336   | 1     |
| 16º  | 18 | Ciro Ranieri         | Five Racing                  | Yamaha YZF 1000 R1 | 11   | +59.645   |       |
| 17º  | 20 | Geoffrey Naze        | Zone Rouge                   | Yamaha YZF 1000 R1 | 11   | +1'35.504 |       |

#### Ritirati
| Nº | Pilota               | Squadra                      | Motocicletta       | Giri |
| -- | -------------------- | ---------------------------- | ------------------ | ---- |
| 33 | Ludovic Fourreau     | Arbr 'A' Cames               | Suzuki GSX 1000 R  | 10   |
| 26 | Christian Nau        | Suzuki Stefan Schmidt        | Suzuki GSX 1000 R  | 9    |
| 16 | John Bakker          | Lowlands Racing              | Ducati 998 S       | 3    |
| 24 | Luke Quigley         | Jentin Racing                | Suzuki GSX 1000 R  | 2    |
| 8  | Dario Tosolini       | Sacchi Corse Biassono R      | Suzuki GSX 1000 R  | 2    |
| 12 | Lorenzo Alfonsi      | D.F.X. Racing Ducati Pirelli | Ducati 998 S       | 2    |
| 90 | Lorenzo Mauri        | Lorenzini by Leoni           | Yamaha YZF 1000 R1 | 1    |
| 44 | Alessandro Brannetti | Rumi                         | Honda CBR 900 RR   | 1    |
| 45 | Marek Červený        | Intermoto Progress Ecoplast  | Honda CBR 900 RR   | 1    |
| 37 | William De Angelis   | Lorenzini by Leoni           | Yamaha YZF 1000 R1 | 0    |